# Doggystyle
Doggystyle je debutové album amerického rapera Snoop Dogga, které vyšlo v roce 1993 a dostalo se na první místo amerického žebříčku The Billboard 200. 4x platinového alba se prodalo téměř 5 milionů kopií.

## Seznam skladeb
| #  | Název                                                  | Host(é)                          | Trvání |
| -- | ------------------------------------------------------ | -------------------------------- | ------ |
| 1  | Bathtub                                                | -                                | 1:50   |
| 2  | G Funk Intro                                           | -                                | 2:24   |
| 3  | Gin And Juice                                          | -                                | 3:31   |
| 4  | Tha Shiznit                                            | -                                | 4:40   |
| 5  | Lodi Dodi                                              | -                                | 5:01   |
| 6  | Murder Was The Case (Death After Visualizing Eternity) | Dat Nigga Daz                    | 3:38   |
| 7  | Serial Killa                                           | The D.O.C., RBX, Tha Dogg Pound  | 3:32   |
| 8  | Who Am I (What's My Name)?                             | -                                | 4:06   |
| 9  | For All My Niggaz & Bitches                            | Tha Dogg Pound, The Lady Of Rage | 4:43   |
| 10 | Aint No Fun (If The Homies Cant Have None)             | Nate Dogg, Warren G, Kurupt      | 4:06   |
| 11 | Doggy Dogg World                                       | The Dramatics, Tha Dogg Pound    | 5:38   |
| 12 | Gz And Hustlas                                         | -                                | 4:35   |
| 13 | Pump Pump                                              | Lil Malik                        | 7:11   |

## Singly
- Who Am I (What's My Name)?
- Gin And Juice
- Doggy Dogg World